# V340 Большой Медведицы
V340 Большой Медведицы (лат. V340 Ursae Majoris) — одиночная переменная звезда в созвездии Большой Медведицы на расстоянии приблизительно 994 световых лет (около 305 парсеков) от Солнца. Видимая звёздная величина звезды — от +10,9m до +10,6m.

## Характеристики
V340 Большой Медведицы — эруптивная переменная звезда типа RS Гончих Псов (RS).